# Andrea De Marco
Andrea De Marco (Sestri Levante, 21 maggio 1973) è un ex arbitro di calcio e opinionista italiano.

## Carriera
Originario di Sestri Levante, appartenente alla sezione AIA di Chiavari, De Marco è diventato arbitro nel 1990, quando era presidente della sezione chiavarese Italo Vago. Diresse la sua prima partita nella sua città, Sestri Levante, nel marzo del 1990: Sestri Levante-Calvarese (4-0), categoria Esordienti. È stato promosso alla C.A.N. A-B nella stagione 2002-2003, per decisione del commissario della C.A.N. C Maurizio Mattei. Nella sua prima stagione nella Commissione Arbitri Nazionale, ha diretto dieci gare nella serie cadetta, infliggendo sei espulsioni e quattro rigori.
Al suo secondo anno, in Serie B ha diretto ventuno gare (nove espulsioni e sei rigori) e ha potuto arbitrare anche Bologna-Lecce (1-1) del 9 maggio 2004 in Serie A, in cui ha dato un rigore al Lecce. Nella stagione 2004-2005, ha diretto sedici partite in Serie B (sei espulsioni e cinque rigori) e tre in A (un'espulsione e un rigore). Nella stagione 2005-2006 ha diretto undici gare in Serie A (quattro espulsioni e quattro rigori) e dieci in Serie B. È l'unico arbitro di Chiavari ad aver raggiunto le cento gare in Serie A.
Coinvolto inizialmente nell'inchiesta Calciopoli del 2006, non viene rilevato nulla di rilevante a suo carico nel relativo procedimento della giustizia sportiva. A partire da gennaio 2007 è stato inserito nella lista FIFA degli arbitri internazionali. Al termine della stagione sportiva 2013-2014 ha diretto 140 partite in serie A e 98 in serie B con all'attivo anche la direzione di alcune "classiche" come 2 Milan-Roma, 1 Juventus-Inter, 1 Roma-Inter, 1 Napoli-Milan, 1 Napoli-Inter e tre semifinali di Coppa Italia: Milan-Palermo, Siena-Napoli e Roma-Inter.
In campo internazionale, nel 2007 è selezionato per il Campionato europeo di calcio Under-17 in Belgio. Nel maggio del 2007 fa il suo esordio, a livello di nazionali maggiori, dirigendo un'amichevole a Burnley fra Inghilterra e Albania. Nel luglio 2009 l'AIA lo designa come rappresentante italiano al torneo calcistico della XXV Universiade in programma a Belgrado dove dirige tre partite: Inghilterra-Serbia, il quarto di finale Ucraina-Corea del Sud e la finale per l'undicesimo posto tra Uruguay e Canada.
Il 12 maggio 2010 è designato come arbitro "addizionale" di porta in occasione della finale di Europa League ad Amburgo tra Atlético Madrid e Fulham, diretta da Nicola Rizzoli. Il 3 luglio 2010, con la scissione della C.A.N. A-B in C.A.N. A e C.A.N. B, viene inserito nell'organico della C.A.N. A. Il 10 giugno 2011, viene designato per dirigere la finale del Torneo di Tolone tra Francia e Colombia. Nell'agosto 2011, per la seconda volta consecutiva, è convocato in vista del torneo calcistico all'Universiade di Shenzhen, in Cina, concludendo la competizione con, all'attivo, tre gare dirette fra cui la semifinale fra Russia e Giappone. L'8 settembre 2011 ha arbitrato l'amichevole per l'inaugurazione del nuovo stadio della Juventus, lo Juventus Stadium, tra i bianconeri e il Notts County.
L'11 marzo 2012, arbitrando Milan-Lecce, terminata 2-0, raggiunge il prestigioso traguardo di 100 gare dirette in Serie A. Il 25 marzo 2012, viene designato per dirigere il "Derby d'Italia", tra Juventus e Inter, giocato alle 20:45, allo Juventus Stadium. Il 29 aprile 2012 è chiamato a dirigere, su invito della federcalcio armena, la finale della coppa nazionale, tra FC Shirak e FC Impuls. Il 18 luglio 2012 viene designato per dirigere una amichevole di "lusso" tra le nazionali olimpiche di Spagna e Messico, in vista delle Olimpiadi di Londra, nella città di Cadice, accompagnato dai due assistenti corregionali Viazzi e Liberti.
Il 25 febbraio 2013 viene designato per dirigere la finale tra Milan e Anderlecht del Torneo di Viareggio 2013; è stato coadiuvato dai colleghi Alessandro Giallatini della sezione di Roma 2, nel ruolo di AA1, e Fabiano Preti della sezione di Mantova, nel ruolo di AA2; l'impianto T. Bresciani di Viareggio, chiamato anche “Stadio dei Pini”, è stato il palcoscenico di questa gara. Nel giugno 2013 ha rappresentato la classe arbitrale italiana alla 17.ma edizione dei Giochi del Mediterraneo in programma a Mersin, in Turchia. Coadiuvato dall'assistente arbitrale Massimiliano Grilli, ha diretto due gare dei gironi eliminatori (Turchia-Albania 2-0 e Turchia-Bosnia ed Erzegovina 5-2) e la finale per la medaglia d'oro tra Marocco e ancora Turchia, vinta dalla squadra africana per 3 a 2 ai calci di rigore (dopo i supplementari le due squadre erano ferme sul 2 a 2).
Il 31 dicembre 2013 termina la sua esperienza internazionale durata 7 anni, venendo ritirato dalle liste.
È stato congedato al termine della stagione sportiva 2013-2014 per limite di permanenza nel ruolo.
Il 4 luglio 2014 viene nominato vicecommissario della CAN D al fianco del designatore Carlo Pacifici, tuttavia rifiuta l'incarico e rassegna le sue dimissioni dall'AIA a fine agosto del 2014 per diventare, a partire dalla stagione 2014-2015, moviolista per Premium Calcio. Dal 2023 si rivede sulle reti Mediaset come moviolista nei programmi Champions League LIVE, Coppa Italia LIVE, Supercoppa italiana LIVE e Mondiale per club LIVE.